# Ла-Бастид-Клеранс (кантон)
Ла-Басти́д-Клера́нс (фр. La Bastide-Clairence, окс. La Bastida de Clarença) — упразднённый французский кантон, находился в регионе Аквитания, департамент Атлантические Пиренеи. Входил в состав округа Байонна.
Код INSEE кантона — 6414. Всего в кантон Ла-Бастид-Клеранс входили 5 коммун, из них главной коммуной являлась Ла-Бастид-Клеранс.

## Население
Население кантона на 2012 год составляло 7339 человек.
| 1962 | 1968 | 1975 | 1982 | 1990 | 1999 | 2006 | 2012 |
| ---- | ---- | ---- | ---- | ---- | ---- | ---- | ---- |
| —    | —    | —    | —    | 5301 | 5776 | 6714 | 7339 |

## Коммуны кантона
| Коммуна           | Население, чел. (2012) | Почтовый индекс | Код INSEE |
| ----------------- | ---------------------- | --------------- | --------- |
| Брискус           | 2642                   | 64240           | 64147     |
| Истюритс          | 467                    | 64240           | 64277     |
| Ла-Бастид-Клеранс | 1018                   | 64240           | 64289     |
| Ээр               | 992                    | 64240           | 64086     |
| Юрт               | 2220                   | 64240           | 64546     |